# Buková u Příbramě
Buková u Příbramě é uma comuna checa localizada na região da Boêmia Central, distrito de Příbram.Tem cerca de 500 habitantes.